# Sigilliocopina
Sigilliocopina is een onderorde van kreeftachtigen uit de klasse van de Ostracoda (mosselkreeftjes).

## Superfamilie
- Sigillioidea Mandelstam, 1960